# Redditometro
Il redditometro è uno strumento di accertamento sintetico del reddito, che consente al fisco italiano una determinazione indiretta del reddito complessivo del contribuente, basata sulla capacità di spesa del medesimo. Istituito nel 1973, il redditometro è stato codificato in norma primaria nel 2015 dal governo Renzi ed abrogato nel 2018 dal governo Conte I.